# Stovpîn, Koreț
Stovpîn (în ucraineană Стовпин) este o comună în raionul Koreț, regiunea Rivne, Ucraina, formată numai din satul de reședință.

## Demografie
Componența lingvistică a comunei Stovpîn
     Ucraineană (99,53%)
     Alte limbi (0,47%)
Conform recensământului din 2001, majoritatea populației comunei Stovpîn era vorbitoare de ucraineană (99,53%), existând în minoritate și vorbitori de alte limbi.